# Albert Keates

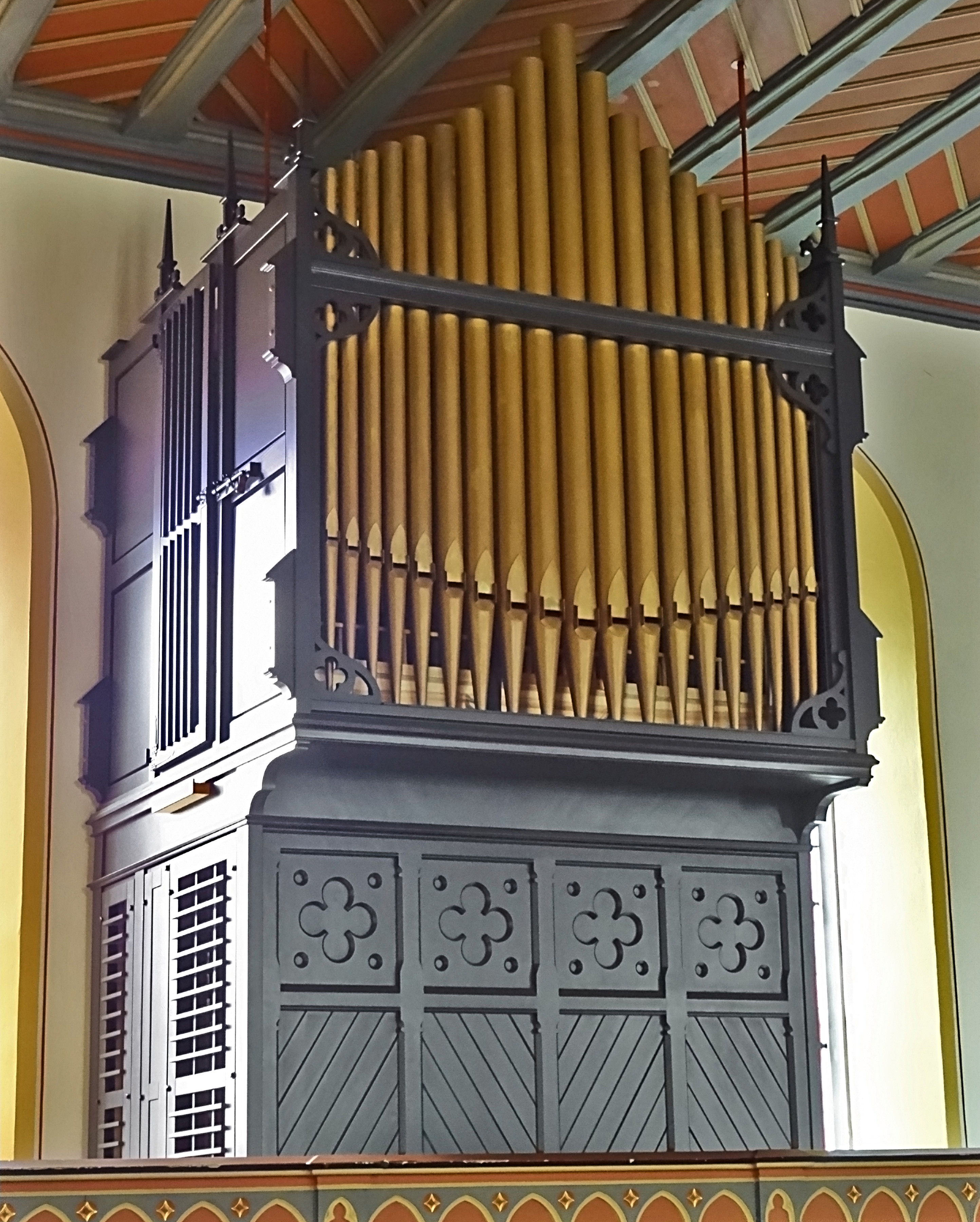
Keates-Orgel (1909) in Eisenberg (Thüringen)

Albert Keates (* 14. Juli 1862 in Hanley, Staffordshire; † 25. Juni 1949 in Sheffield) war ein englischer Orgelbauer. 

## Geschichte
Er wurde bei John Stringer & Co. in Hanley ausgebildet. Später arbeitete er als Headvoicer (Chefintonateur) bei Brindley & Foster (Sheffield) und machte sich 1885 zusammen mit Edwin Lowe selbständig, der aber 1889 aus dem Unternehmen ausschied. Zwischen 1889 und 1939 umfasst Keates Werkliste etwa 90 lokale und überregionale Orgelneubauten und Generalrestaurierungen, einige bis nach Nordirland (Belfast). Nach 1938 existierte die Firma noch bis 1948,  wurde allerdings einige Jahre später von Harris Organs of Birmingham übernommen.
Keates' Orgelwerke sind anfangs durch den deutschen Einfluss der Tradition Johann Friedrich Schulzes geprägt, welches sich vor allem bei der Bauweise und Intonation der Prinzipale und Mixturen zeigt. Dieses ist durch Karl Schulze bedingt, der bei Friedrich Schulze lernte und den Keates bei Brindley und Foster abwerben konnte. Zwischen den beiden Schulzes bestand allerdings keine Verwandtschaft.
J. I. Wedgwood kommentiert dieses so:
„As you know, I am not particularly well disposed towards diapason work of the Schulze order, yet your Diapason, based frankly on this pattern, seemed to me to possess the commendable features of its particular genus, without its undesirable attributes. I think your treatment of the treble is altogether superior to Schulze's method.“
Keates disponierte seine Orgeln sehr abwechslungsreich; die verschiedenen Orgelwerke ähneln sich in Aufbau und Disposition erstaunlich wenig. Die größte vollständig im Originalzustand erhaltene Orgel steht in St. Pauls, Sheffield; sie umfasst 33 Register auf 3 Manualen und wurde 1913 erbaut. Sie enthält außerdem eines der wenig komplett ausgebauten Schwellwerke, die Keates gebaut hat; diese Orgel enthält daher weder eine Hauptwerksmixtur noch eine Zungenstimme im Pedal.

## Werke (Auswahl)
Ein großes „P“ steht für ein selbstständiges Pedal, ein kleines „p“ für ein angehängtes Pedal. Eine Kursivierung zeigt an, dass die betreffende Orgel nicht mehr erhalten ist oder lediglich noch der Prospekt aus der Werkstatt stammt.
| Jahr    | Ort          | Bauwerk               | Bild | Manuale | Register | Anmerkungen |
| ------- | ------------ | --------------------- | ---- | ------- | -------- | --- |
| 1896    |              |                       |      | III/P   | 27       | Neubau, 2011 nach St. Kastor, Miesenheim versetzt und restauriert                                                                               |
| 1897    | Thurgoland   |                       |      | II/P    | 16       | Neubau, 2010 nach St. Hedwig, Paderborn versetzt, restauriert und erweitert auf 21 Register                                                     |
| um 1900 |              |                       |      | II/P    | 16       | Neubau, 2005 nach St. Petrus, Berlin-Wilmersdorf versetzt und restauriert                                                                       |
| 1907    | Leeds        | methodistische Kirche |      | II/P    | 22       | Neubau, 2004 nach St. Wolfgang, München-Haidhausen versetzt, restauriert und erweitert auf III Manuale und 28 Register                          |
| 1908    | Chesterfield |                       |      | III/P   | 31       | Neubau, 2010 nach Hl. Engel, Peine versetzt, restauriert und erweitert um Trombone 16'                                                          |
| 1909    | Rotherham    | methodistische Kirche |      | II/P    | 9        | Neubau, 2021 Neubau unter Wiederverwendung des Pfeifenwerks und von Gehäuseteilen durch Orgelbau Kutter in der Stadtkirche St. Peter, Eisenberg |
| 1913    | Sheffield    | St. Pauls             |      | III/P   | 33       | Neubau, größte vollständig im Originalzustand erhaltene Orgel                                                                                   |
| 1920    |              |                       |      | II/P    | 13       | Neubau, 2006 nach St. Jakobus der Ältere, Rodershausen versetzt, restauriert, umgebaut und erweitert auf III Manuale und 26 Register            |
| 1931    | Uppingham    | Uppingham School      |      | III/P   | 44       | Neubau, größte Orgel |